# Claus (Schiff, 1907)
Die Claus war ein kleiner Frachtdampfer, der 1940 von der deutschen Kriegsmarine zum Lazarettschiff umgebaut wurde, dann aber ab 1941 mit neuen Namen als U-Boot-Tender Schwalbe und ab 1942 als Navigations-Schulschiff Nadir genutzt wurde. Sie überstand den Krieg und wurde 1955 abgewrackt.

## Bau und technische Daten
Das Schiff lief im Juli 1907 bei der Werft Stettiner Oderwerke mit der Baunummer 586 vom Stapel und wurde noch im gleichen Jahr von der Reederei Rud. Christ. Gribel in Stettin in Dienst gestellt. Es war 42,28 m lang und 7,42 m breit, hatte 2,75 m Tiefgang und war mit 302 BRT vermessen. Eine Dreizylinder-Verbunddampfmaschine leistete 250 PSi und ermöglichte über eine Schraube eine Geschwindigkeit von 9 Knoten.

## Schicksal
Die Claus wurde im Ostsee-Frachtverkehr eingesetzt. Im Ersten Weltkrieg geriet sie am 22. Januar 1918 bei Öland auf Grund und wurde aufgegeben, aber nach dem Krieg gehoben, instand gesetzt und wieder in Dienst gestellt.
Die Kriegsmarine nahm das Schiff im August 1940 in Besitz und stellte es zunächst am 14. August 1940 bei der 25. Unterseeboots-Flottille in Danzig als Trossschiff und Wassertanker in Dienst. Bereits nach wenigen Tagen wurde es jedoch, nach entsprechendem Umbau, am 4. September 1940 als Lazarettschiff mit 64 Betten dem „Trossschiffverband Nord“ (TSV-N) zugewiesen, in Vorbereitung auf die geplante Invasion Englands (Unternehmen Seelöwe). Als dieses Unternehmen im Spätherbst 1940 stillschweigend aufgegeben wurde, wurde die Claus am 18. November 1940 wieder außer Dienst gestellt.
Es folgte ein erneuter Umbau und die Indienststellung am 13. März 1941 als Tender Schwalbe bei dem im Sommer 1940 von Kiel nach Danzig-Neufahrwasser verlegten U-Boot-Abnahmekommando (U.A.K.). Ab 16. Mai 1942 diente das Schiff dann mit dem neuen Namen Nadir als Navigations-Schulschiff bei der Navigationsschule in Gotenhafen. Die Lehrgänge an der Navigationsschule wurden im Januar 1945 eingestellt, und die Nadir war wie nahezu alle in der Ostsee verfügbaren Schiffe von Januar bis Mai 1945 bei der Evakuierung von deutschen Verwundeten und Flüchtlingen von Pillau, Gotenhafen und Hela nach Westen beteiligt. Insbesondere brachte sie im Pendeldienst Flüchtlinge über die Danziger Bucht nach Gotenhafen und Hela.
Das Schiff überlebte den Krieg, wurde britische Kriegsbeute und ist im November 1946 als zum Schlepper-Dienst der Royal Navy in Kiel gehörig bezeugt. Das alte Schiff fuhr nach seiner Rückgabe wohl noch bis zu seiner Abwrackung im Jahre 1955 unter seinem ursprünglichen Namen Claus.